# إنريكي رويز إسكوديرو
إنريكي رويز إسكوديرو (من مواليد 24 ديسمبر 1967) هو سياسي إسباني من حزب الشعب لمجتمع مدريد، شغل منصب وزير الصحة بمجلس الوزراء لمجتمع مدريد منذ سبتمبر 2017 ووزيرًا بالوكالة للسياسة الاجتماعية والأسرة والمساواة من مارس 2021.